# Assemblea Nacional de São Tomé i Príncipe
L'Assemblea Nacional de São Tomé i Príncipe és l'òrgan del poder legislatiu de São Tomé i Príncipe. De caràcter unicameral, està formada per 55 membres escollits en 7 circumscripcions amb diversos candidats mitjançant el sistema de representació proporcional amb llista de partit. El mandat és de cada quatre anys i les darreres eleccions van tenir lloc el 12 d'octubre de 2014.

## Llista de presidents de l'Assemblea Nacional
| Presidents de l'Assemblea Constituent (1975)  | Presidents de l'Assemblea Constituent (1975) |
| Terme                                         | Nom                                          |
| --------------------------------------------- | -------------------------------------------- |
| 1975                                          | Nuno Xavier Daniel Dias                      |
| 1975                                          | Guilherme do Sacramento Neto                 |
| Presidents de l'Assemblea Nacional (1975–ara) |                                              |
| Terme                                         | Nom                                          |
| 1975–1980                                     | Leonel Mário d'Alva                          |
| 1980–1991                                     | Alda Neves da Graça do Espírito Santo        |
| 1991–1994                                     | Leonel Mário d'Alva                          |
| 1994–2002                                     | Francisco Fortunato Pires                    |
| 2002–2006                                     | Dionísio Tomé Dias                           |
| 2006–2010                                     | Francisco da Silva                           |
| 2010–2012                                     | Evaristo Carvalho (provisional)              |
| 2012–                                         | Jose da Graca Diogo                          |